# 山梨県道24号都留道志線
山梨県道24号都留道志線（やまなしけんどう24ごう つるどうしせん）は、山梨県都留市から南都留郡道志村に至る県道（主要地方道）である。

## 概要
都留市から道志村に至る路線である。菅野川の上流へ向かって走り、道坂トンネルを越えて道志村に達する。道坂トンネル付近（道坂峠）は典型的な山道となっており、カーブが連続する。
富士急バスが都留市（谷村町）から道志村月夜野までの路線を設けており経路になっている。

### 路線データ
- 起点：山梨県都留市上谷（国道139号交点）
- 終点：山梨県南都留郡道志村神地（国道413号交点）
- 延長：約13.5 km

## 歴史
- 1982年（昭和57年）4月1日 - 建設省（現・国土交通省）が主要地方道に指定[1]。
- 1983年（昭和58年）3月10日 - 山梨県が路線認定（整理番号24）[2]。
- 1993年（平成5年）5月11日 - 建設省から、主要県道都留道志線が都留道志線として主要地方道に再指定される[3]。

## 路線状況

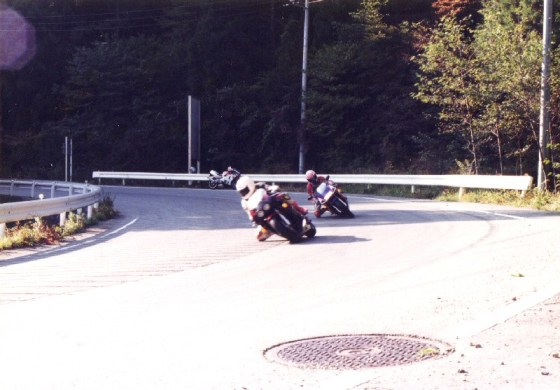
1995年頃の道坂トンネル付近の道路。ローリング族の走行が確認できる。

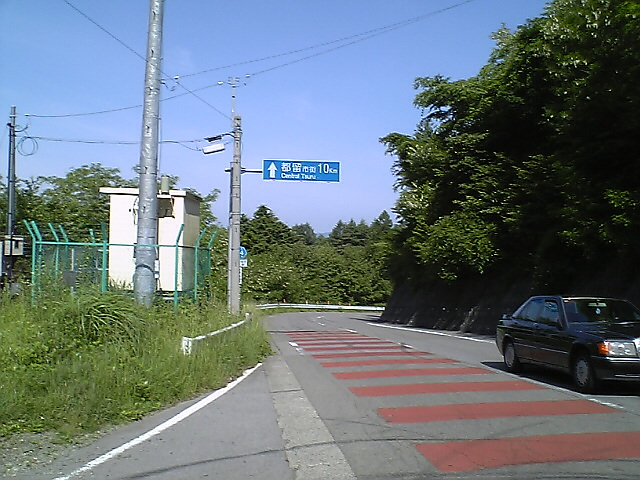
道坂トンネルより都留方面

道坂峠区間は1990年代初頭は施工も新しく、交通量もさほど多くなかったため、快適な路面・道路環境に置かれていた。しかし、峻険な山道を登る同所は、急カーブの連続であることから、次第に違法競走型暴走族のローリング族やドリフト族が集まることとなった。もっぱら二輪車は日中、四輪車は夜間に走行していたらしく、最盛期を誇った1993年（平成5年）から1994年（平成6年）頃には、二輪車だけでも50台から100台前後の暴走車が違法競争行為に耽るようになった。
それに伴って、自損事故、人身事故も頻発し、善意の通行者を巻き込む事態となった。また油性スプレーによる路面等への落書き、ガードレールへの落書き、糞尿問題、ゴミ問題、騒音問題も顕在化し、地元警察による交通取締が実施される一方、路面には速度抑制舗装（スピードセーブ工法）が施工された。またダンプカーなど重量車輌の交通量増加による路面への負荷などによって、現在では必ずしも良好な道路環境にあるとは言えないところである。

## 地理

### 通過する自治体
- 都留市
- 南都留郡道志村

### 交差する道路
- 国道139号 富士みち（都留市上谷、起点）
- 国道139号 都留バイパス（都留市上谷）
- 国道413号 道志みち（南都留郡道志村神地、終点）

### 沿線にある施設など
- 谷村町駅
- 都留市立都留第一中学校
- 都留文科大学附属小学校
- 菅野川：道坂峠から都留市側に沿って流れる。